# Cihuateteo

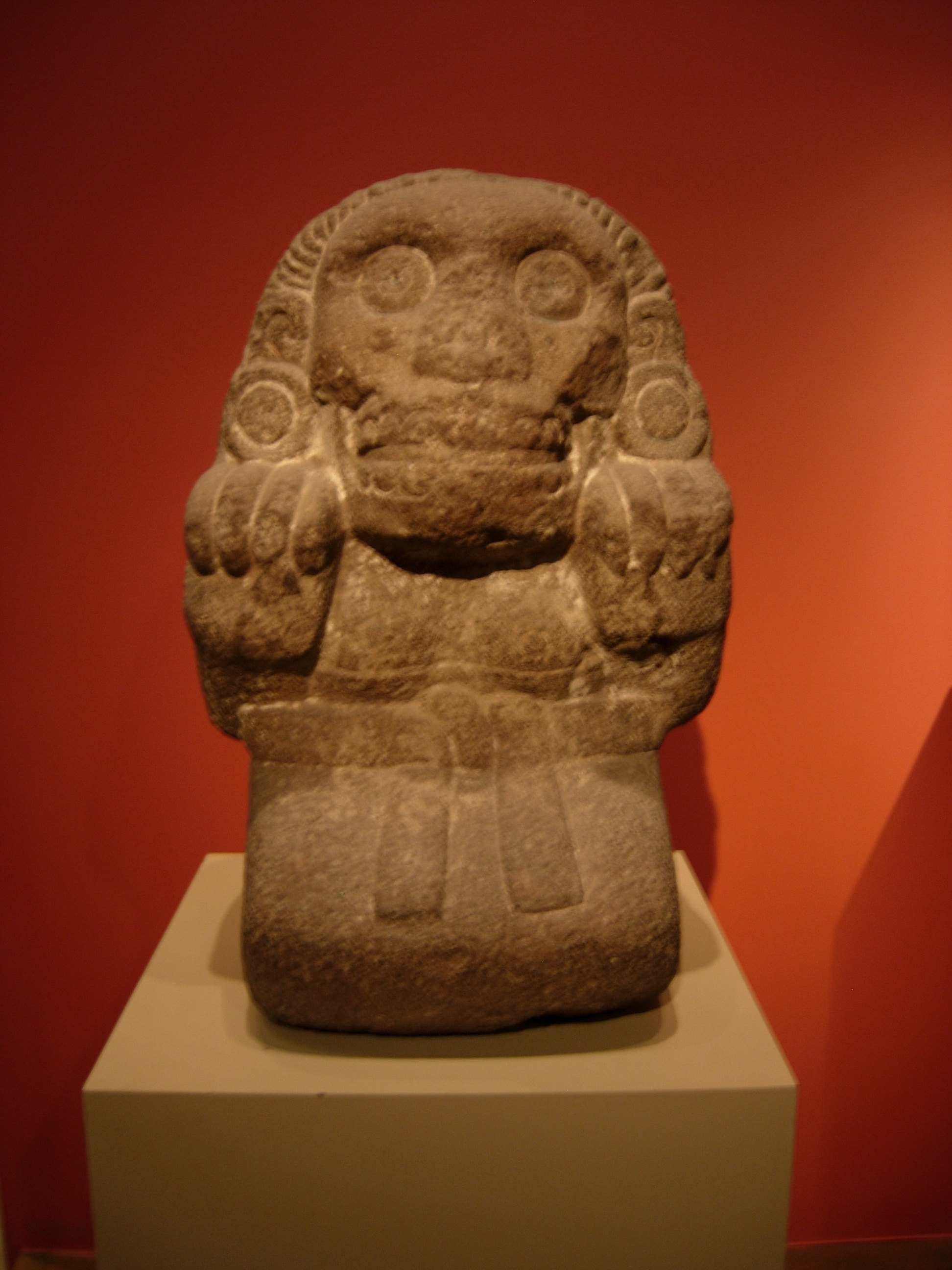
Een beeld van Cihuateotl.

De Cihuateteo (ook wel Ciuteoteo, Ciuateoteo of Civateteo; enkelvoud Ciuateotl of Cihuateotl) waren in de Azteekse mythologie de geesten van (menselijke) vrouwen die waren gestorven bij de bevalling (mociuaquetzque.). Bevallen werd als een vorm van strijd gezien en de slachtoffers werden geëerd als gevallen strijders. Gedacht werd dat hun fysieke overblijfselen de soldaten in de strijd kracht zouden geven, terwijl hun geesten de zeer gevreesde Cihuateteo zouden worden, die de ondergaande zon in het westen vergezelde. Ze dwaalden in de nacht ook rond op kruispunten, stalen kinderen, veroorzaakten ziektes, met name waanzin, en verleidden mannen tot seksueel wangedrag.
Hun afbeeldingen verschijnen aan het begin van de dag in de vorm van tekens van de vijf westelijke trecena, (1 Hert, 1 Regen, 1 Aap, 1 Huis en 1 Arend). Op die periode van de dag werd gedacht dat zij naar de aarde zouden afdalen en in het bijzonder gevaarlijke ellende zouden veroorzaken. Zij worden afgebeeld met doodshoofdachtige gezichten en met arendsklauwen als handen. 
Ze worden geassocieerd met de godin Cihuacoatl en soms gezien als bezoekers Mictlan, de wereld van de doden. Cihuateteo zijn bediendes van de Azteekse maan goden Tezcatlipoca en Tlazolteotl. 